# Präklusion
Eine Präklusion (lat. Ausschluss) bezeichnet in der juristischen Fachsprache den Ausschluss bestimmter Rechtshandlungen oder Rechte. Dies kann vertraglich festgelegt sein oder geschehen, wenn die Rechte nicht innerhalb der gesetzlichen Frist wahrgenommen werden. Die Präklusion ist von der Verjährung zu unterscheiden.

## Verfahrensrecht
Die Präklusion sanktioniert die Darlegungs- beziehungsweise Mitwirkungssäumigkeit einer Partei in einem rechtsförmlichen Verfahren und schränkt das Novenrecht ein. Sie dient damit der Verfahrensbeschleunigung und der Prozessökonomie. Wegen einer möglichen Verletzung des Rechtsstaatlichkeitsgebotes werden hiergegen zuweilen Bedenken vorgebracht. Problematisch ist die Präklusion in vom Amtsermittlungsgrundsatz geprägten Verfahrensordnungen.
Grundsätzlich wird zwischen materieller und formeller Präklusion unterschieden. Unter formeller Präklusion versteht man gemäß § 87b VwGO das Zurückweisen von Einwendungen im laufenden Verfahren wegen Fristversäumnisses mit Wirkung nur für dieses Verfahren. Materielle Präklusion bedeutet, dass die Einwendungen aufgrund des Fristversäumnisses weder im laufenden noch in künftigen Verfahren gehört werden.
Präklusion spielt zudem auch im Zivilprozess eine Rolle (siehe § 282, § 296 ZPO). So hat eine Partei im Zivilprozess nach § 282 Abs. 1 ZPO grundsätzlich ihre Prozesshandlungen mit Blick auf einen zügigen Gang des Prozesses so zeitig wie möglich vorzunehmen; andernfalls können diese gemäß § 296 Abs. 2 ZPO nach freier richterlicher Überzeugung zurückgewiesen werden. Nach § 296 Abs. 1 ZPO sind bestimmte prozessuale Handlungen (Angriffs- und Verteidigungsmittel), die fristverletzend vorgenommen werden, nach freier richterlicher Überzeugung nur zuzulassen, wenn sie nicht prozessverzögernd wirken oder genügend entschuldigt werden.
Beispiel:
Ein Erblasser hatte vor seinem Tode einen Kaufvertrag geschlossen, aus dem nun der Erbe vom Verkäufer auf Kaufpreiszahlung verklagt wird. Der Erbe ist überzeugt, dass der Erblasser zu Lebzeiten noch gezahlt hat, findet allerdings den Zahlungsbeleg (Beweismittel) in den Unterlagen des Erblassers erst nach einer gewissen Zeit.
Der Entschuldigungsgrund muss auf Verlangen glaubhaft gemacht werden (§ 296 Abs. 4 ZPO).
Die Präklusion umfasst nicht die Widerklage. Auch ein spätes Einreichen einer Widerklage darf nicht vom Gericht zurückgewiesen werden.
Tatsächliches Vorbringen nach Schluss der mündlichen Verhandlung ist auch im Fall eines Schriftsatznachlasses zulässig (§ 296a ZPO).

## Öffentliches Recht
Im öffentlichen Recht können auch Einwendungsrechte, z. B. Rechte Dritter gegen Planfeststellungsbeschlüsse, materiell ausgeschlossen werden. Das ist dann der Fall, wenn Einwendungsbetroffene ihre Einwendungen innerhalb einer Frist im behördlichen Genehmigungsverfahren nicht vorbringen. Die Rechtmäßigkeit der materiellen Präklusion war insbesondere in Genehmigungsverfahren bzgl. der Errichtung von Atomkraftwerken Gegenstand von Prozessen. Beispiele für Präklusionen im öffentlichen Recht sind: § 10 Abs. 3 Satz 9 BImSchG, § 73 Abs. 4 Satz 1 VwVfG oder § 364b Abgabenordnung.
Im Urteil vom 15. Oktober 2015 in der Rechtssache C-137/14 (Europäische Kommission gegen Bundesrepublik Deutschland) entschied der EuGH, dass es bei Verfahren mit EU-rechtlichem Hintergrund (Umweltverträglichkeitsprüfungen, Naturverträglichkeitsprüfungen gemäß Artikel 6 FFH-Richtlinie usw.) unzulässig ist, die Überprüfungsmöglichkeit des Gerichts auf die Gründe zu beschränken, die als Einwendungen im Verfahren bis Ablauf einer Auflagefrist oder bis zu einer mündlichen Verhandlung vorgebracht wurden. Einwendungen können auch danach erweitert und neu eingebracht werden.